# 십이대천왕
"십이대천왕"은 한국에서 제작된 이혁수 감독의 1978년 영화이다. 김민정 등이 주연으로 출연하였고 김태수 등이 제작에 참여하였다.

## 출연

### 주연
- 김민정
- 최봉
- 홍윤정

### 조연
- 김영인

## 기타
- 조명: 이기준
- 미술: 노인택